# Kotasaari (ö i Birkaland, Nordvästra Birkaland)
Kotasaari är en ö i Finland. Den ligger i sjön Nerkoonjärvi och i kommunen Kihniö i den ekonomiska regionen  Nordvästra Birkalands ekonomiska region  och landskapet Birkaland, i den sydvästra delen av landet, 240 km norr om huvudstaden Helsingfors. Öns area är 2,2 hektar och dess största längd är 220 meter i öst-västlig riktning.